# Anisodes odontota
Anisodes odontota är en fjärilsart som beskrevs av Turner 1908. Anisodes odontota ingår i släktet Anisodes och familjen mätare. Inga underarter finns listade i Catalogue of Life.